# 许茨
许茨（Schütz）可以指：

## 人物
- 海因里希·许茨（德語：Heinrich Schütz；1585年10月8日－1672年11月6日），德國作曲家。
- 比吉特·许茨（德語：Birgit Schütz，1958年10月8日），德国女子赛艇运动员。
- 费利克斯·许茨（德語：Felix Schütz，1987年11月3日－），德國男子冰球運動員。
- 阿尔弗雷德·舒茨（德語：Alfred Schütz，1899年4月13日－1959年5月20日），奧地利裔美國哲學家、社會學家和現象學家。

|  | 本页或本分段罗列了姓氏为「许茨」的人物。 如果是一个指代特定个人的内链将您引导到本页，請考慮修正該人物的名字以將链接指向正確的條目。 |